# Higashiyama
Higashiyama , född 1675, död 1709, var regerande kejsare av Japan mellan 1687 och 1709.